# Райони місцевого самоврядування Гамбії

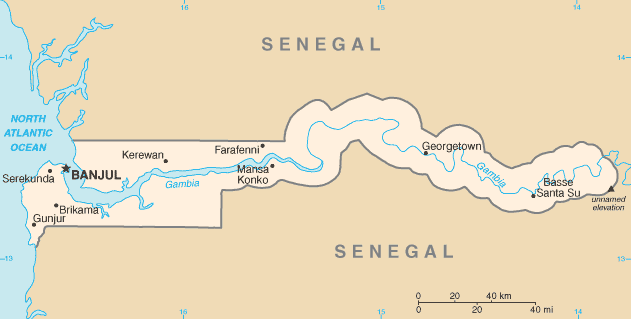
Гамбія

Гамбія розділена на вісім зон місцевого самоврядування:
- Бассе
- Яньянбуре
- Кунтаур
- Банжул
- Каніфінг
- Брикама
- Кереван
- Манса-Конко